# Roy Hunter
Roy Ian Hunter (sinh ngày 29 tháng 10 năm 1973) là một cựu cầu thủ bóng đá người Anh. Ông bắt đầu sự nghiệp tại West Bromwich Albion, trước khi chuyển đến Northampton Town và có 177 lần ra sân tại Football League. Sau đó ông có một khoảng thời gian ngắn tại Nuneaton Borough ở Conference trước khi chuyển đến Oxford United năm 2002, trước khi gia nhập Hucknall Town thi đấu mùa giải Northern Premier League 2003-04. Ông giúp Hucknall Town vào đến chung kết FA Trophy với tư cách cầu thủ-huấn luyện viên. Ông kí hợp đồng với Harrogate Town vào tháng 7 năm 2005.
Hunter là đội trưởng của Harrogate Town đầu mùa giải nhưng bị thay bởi Denny Ingram đoạn giữa mùa.
Hunter kí hợp đồng với Teesside Athletic đầu mùa giải 2008-09, với câu lạc bộ trở thành Redcar Athletic năm 2010. Mùa hè năm 2012 ông gia nhập Marske United với tư cách cầu thủ-huấn luyện viên, trước khi trở thành trợ lý huấn luyện viên vào tháng 10 năm 2012.

## Danh hiệu
Northampton Town
- Play-off Football League Third Division: 1997[3]